# Doumen
Der Stadtbezirk Doumen (chinesisch 斗门区, Pinyin Dǒumén Qū, Jyutping dau2 mun4 keoi1) ist ein Stadtbezirk der bezirksfreien Stadt Zhuhai in der chinesischen Provinz Guangdong. Er hat eine Fläche von 613,9 km² und zählt 608.899 Einwohner (Stand: Zensus 2020). Regierungssitz ist die Großgemeinde Jing’an (井岸镇). 

## Administrative Gliederung
Auf Gemeindeebene setzt sich der Stadtbezirk aus fünf Großgemeinden zusammen. Diese sind:
- Großgemeinde Jing’an 井岸镇
- Großgemeinde Baijiao 白蕉镇
- Großgemeinde Qianwu 乾务镇
- Großgemeinde Doumen 斗门镇
- Großgemeinde Lianzhou 莲洲镇